# Circuit de Yeongam

Traçat del Circuit Internacional de Corea.

El Circuit Internacional de Corea o Circuit de Yeongam és un circuit apte per carreres automobilístiques de 5,450 kilòmetres de llargada que s'acabà de construir l'estiu del 2010 al comtat de Yeongam, província de Jeolla del Sud, Corea del Sud.
S'hi celebra el Gran Premi de Corea de Fórmula 1 a partir de la temporada 2010.
El circuit és un projecte de l'arquitecte alemany Hermann Tilke i té un recorregut total de 5.450 metres; i la secció del traçat que passa sobre el port esportiu serà temporal.